# Шиллингер, Андреас
Андреас Шиллингер (нем. Andreas Schillinger; род. 13 июля 1983, Амберг, земля Бавария, Федеративная Республика Германии) — немецкий профессиональный шоссейный велогонщик, выступающий за команду Bora-Hansgrohe.

## Достижения
2003
- 3-й на Чемпионате Германии (U-23) в индивидуальной гонке с раздельным стартом

2006
- 1-й на Tour du Jura
- 1-й Criterium Dachau

2008
- 1-й на этапе 5 Tour de Beauce
- 1-й Criterium Dachau

2009
- 1-й Классика Бевербека
- 2-й Rund um Steinfurt
- 2-й в генеральной классификации на Пять колец Москвы
  - 1-й на этапе 5
- 5-й Rund um den Sachsenring

2010
- 3-й на Чемпионате Германии по шоссейным велогонкам в групповой гонке
- 3-й GP Paul Borremans - Viane-Geraardsbergen Individueel
- 1-й Praha - Karlovy Vary - Praha

2012
- 1-й Rund um die Nürnberger Altstadt
- 2-й Rund um Sebnitz

2013
- 3-й на Туре Дренте (Ronde van Drenthe)

2014
- 1-й на  Критериум Нойс (Criterium Neuss)

2015
- 3-й на Туре Кёльна

2016
- 2-й на Критериум Брукмюль (Criterium Bruckmühl)
- 9-й на Велосипеды на Ринге (Rad am Ring)

## Статистика выступлений наГранд Турах
| Гранд Тур | 2012 | 2013 | 2014 | 2015 | 2016 | 2017 |
| --------- | ---- | ---- | ---- | ---- | ---- | ---- |
| Джиро     | 154  | -    | -    | -    | -    | -    |
| Тур       | -    | -    | 144  | сход | 154  | -    |
| Вуэльта   | -    | -    | -    | -    | -    |      |